# موری مکسول
کاپیتان سر موری ماکسول (۱۰ سپتامبر ۱۷۷۵ – ۲۶ ژوئن ۱۸۳۱) افسر، نیروی دریایی سلطنتی انگلیس که در اواخر قرن هجدهم و اوایل قرن نوزدهم و به خصوص در طول انقلاب فرانسه و جنگ ناپلئون خدمت کرد. ماکسول اولین بار به عنوان یک کاپیتان بریتانیایی درگیر در مبارزات موفقیت‌آمیز دریای آدریاتیک در سالهای ۱۸۰۷–۱۸۱۴ شناخته شد، در طی آن، او مسئول تخریب یک کاروان از جنگ‌افزارهای فرانسوی در ۲۹ نوامبر ۱۸۱۱ بود. به خاطر موفقیت‌های او در دریای مدیترانه، حتی با وجود غرق شدن کشتی او در سال ۱۸۱۳، مأموریت اسکورت سفیر بریتانیا در چین در سال ۱۸۱۶ به وی سپرده شد.
در مسافرت چین او معروفیت بیشتری پیدا کرد زمانی که کشتی او در تنگه گاسپر خراب شد، و او و خدمه اش در نزدیکی بک جزیره گیر افتادند. با وجود غذای کم و حمله مکرر دزدان دریایی مالایی، به خاطر رهبری ماکسول هیچ‌کدام صدمه ندیدند و نجات یافتند. در نهایت توسط کشتی، شرکت هند شرقی نجات یافته و قهرمانانه به انگلستان بازگشت و به خصوص از ماکسول تقدیر شد. او برای خدماتش لقب شوالیه دریافت کرد. در سال ۱۸۳۱ ماکسول به سمت فرماندار ارشد جزیره پرنس ادوارد، منصوب شد اما مریض شد و فوت کرد قبل از اینکه بتواند این پست را بگیرد.

## یادداشت
1. ↑  There is some confusion over the exact date of Maxwell's death. The Oxford Dictionary of National Biography states that he died on 26 June, while Fraser's Magazine and the United Services Magazine claim that he died on 19 June. Since all sources agree on the circumstances of his death, there is no accounting for the difference in date.